# Über die Brücke geh’n
Über die Brücke geh’n war der deutsche Beitrag zum Eurovision Song Contest 1986, der von Ingrid Peters in deutscher Sprache gesungen wurde. Er erreichte mit 62 Punkten Platz acht des Wettbewerbs.

## Musik und Text
Es handelt sich um einen balladesken Pop-/Schlagersong, der am Ende durch eine Rückung gesteigert wird. Der Text handelt davon, andere Menschen und Kulturen zu verstehen und sich mit ihnen zu verständigen: „Über die Brücke geh’n, andere Menschen versteh’n / Andere Lieder, andere Länder der Erde / Über die Brücke geh’n, hinter die Mauer zu seh’n / Gute Gedanken schmelzen das Eis in den Herzen unsrer Welt“.

## Entstehung und Rezeption
Musik und Text stammen vom bekannten Schlager- und ESC-Komponisten Hans Blum alias Henry Valentino. Die Single erschien im März 1986 bei Jupiter Records. Auf der B-Seite der Single befindet sich der Song Mitten ins Herz. Peters nahm den Song auch in englischer Sprache als We’ve Got a World auf. Am 27. März 1986 gewann Peters nach zwei erfolglosen Teilnahmen 1979 und 1983 mit Über die Brücke geh’n den in der ARD übertragenen Vorentscheid in München, Ein Lied für Bergen, wobei sich der Titel gegen zwei Beiträge von Ralph Siegel/Bernd Meinunger durchsetzte. Am 21. Mai 1986 trat Peters mit dem Song in der ZDF-Hitparade auf, konnte jedoch nicht Platz eins erreichen, der zu dieser Zeit für einen weiteren Auftritt nötig gewesen wäre. Die Single erreichte Platz 45 der deutschen Charts und war sieben Wochen platziert, Peters’ bislang letzter Charterfolg.

## Eurovision Song Contest
Über die Brücke geh’n wurde beim Eurovision Song Contest an 14. Stelle aufgeführt (nach der Belgierin Sandra Kim mit J’aime la vie und vor Elpida aus Zypern mit Tora Zo). Dirigent war Hans Blum. Zusätzlich zum Orchester trat eine mehrköpfige Band auf. Am Ende der Abstimmung hatte der Song 62 Punkte erhalten und belegte in einem Feld von 20 den achten Platz. Dabei erhielt der Song zwölf Punkte aus dem Vereinigten Königreich – dies war allerdings die einzige Höchstwertung.

## Chartplatzierungen
| ChartsChartplatzierungen | Höchstplatzierung | Wochen |
| ------------------------ | ----------------- | ------ |
| Deutschland (GfK)        | 45 (7 Wo.)        | 7      |

## Coverversionen
Coverversionen existieren unter anderem von Henry Valentino selbst, Micha Marah (Ik wil gelukkig zijn) und dem Orchester Richard Seddin.